# Joseph E. Murray
Joseph Edward Murray (rođen u Milfordu, Massachusetts, 1. travnja, 1919.) je američki kirurg, koji je prvi uspješno presadio bubreg, s odrasle osobe u njegovog jednojajčanog blizanca. 
Murray je 1990.g. dobio Nobelovu nagradu za fiziologiju ili medicinu za svoj rad na presađivanju organa i stanica.

## Rad
Prvo uspješno presađivanje bubrega među identičnim blizancima Murray je izveo 1954.g. Murray je 1959.g. prvi uspješno transplantirao bubreg s genetički nejednakih osoba, a 1962.g. prvi je uspješno transplantirao bubreg s mrtvog čovjeka.

## Vanjske poveznice
- Nobelova nagrada - autobiografija  Arhivirana inačica izvorne stranice od 11. lipnja 2008. (Wayback Machine) (engl.)